# Андреј Шагуна
Андреј (световно Анастасије Шагуна, рум. Anastasiu Șaguna, Мишколц, 20. децембра/1. јануар 1809-1873, Сибињ) православни црквени великодостојник, први епископ обновљене румунске Сибињске митрополије

## Биографија
Анастасије Шагуна је порумуњени Цинцарин, син Наума Шагуне и Анастасије из Мишколца. Шагуне иначе воде порекло из места Грабово у Албанији. Имао је он још брата и сестру. Школовао се у гимназији у Сремским Карловцима и на богословији у Вршцу (1829-1832). Студирао је у међувремену и правне науке у Пешти.
Рано се определио за калуђерски живот, спремајући за високе положаје у клиру, са намером да изврши одређену мисију. Помиње се у списковима пренумераната српских књига између 1830-1835. године у манастиру Хопово Анастасије, као искушеник и пренумерант. У Вршцу је 1831. године Анастасије Шагуна клирик друге године тамошње трогодишње Богословије. Карловачки митрополит Стефан Стратимировић је позвао "енергичног и интелигентног"  Анастасија, свршеног вршачког клирика да дође у Сремске Карловце и прими се професорске катедре на богословији. Постриженик је 1833. године манастира Гргетега, када добија монашко име Андреј, а касније и његов архимандрит. Купио је претплатом у то време као јерођакон хоповски Стаматовићеву књигу "Млади Сербљин у свемирном царству". Била је то једна у низу књига коју је узео побожни "Румун", који се "подвизавао" међу Србима на Фрушкој гори. Јеромонах Андреј Шагуна је 1832-1842. године био предавач у Карловачкој богословији и конзисторијални нотар. Предавао је у богословији, мада није знао довољно добро да говори српски језик; тек касније је научио. Саставио је Шагуна као архиђакон и конзисторијални бележник 1836. године дело "Наставленије свјашченству при благословенији браков". Године 1840-1841. Шагуна је протосинђел и администратор манастира Јазак. Постао је новембра 1842. године протосинђел Шагуна архимандрит хоповски, а истовремено он је најстарији учитељ у богословији у Вршцу и надзиратељ епископске резиденције у том граду. Према загребачком календару за 1846. године Шагуна је тада (до 26. јула 1846) титуларни архимандрит манастира Ковиља. Напредовање по црквеним позицијама у Карловачкој митрополији искористио је као шансу да се истакне и наметне као вођа, међу Румунима у Трансилванији.

## Ердељски митрополит
Када је 17. октобра 1845. године умро Трансилванијски епископ Василиј Мога, постављен је Андреј Шагуна за администратора. Именован је 1848. године као дотадашњи викар, за румунског грчко-источног владику Сибињске митрополије. Од тада је кренуо да ствара румунску митрополију, по угледу на Карловачку (српску), која би објединила све православне Румуне у аустријском царству. Наводно је то последица међусобног непријатељства између патријарха Рајачића и епископа Шагуне. Деловао је он врло вешто и без готово икаквог отпора одвојио Румуне од православних Срба. Живећи деценијама међу Србима добро је простудирао њихове мане и слабости, притом потајно деловао. Искористио је подвојеност у српским редовима (клеру) и смрт патријарха Јосифа Рајачића, који се одлучно супротстављао црквеном сепаратизму, да енергичним деловањем оствари идеју јасно изражену још 1818. године. То црквено раздвајање довело је до националног а за последицу има најинтензивнију румунизацију, разбуктали шовинизам и мучну поделу имовине, међу којима и старих српских задужбина. Деловао је од 1848. године румунски владика енергично али корак-по-корак; сталним захтевима упућеним држави јачао је румунске позиције. Те 1848. године су Румуни на народној скупштини у Лугошу јавно тражили да се прекине потчињавање српској јерархији. Успео је на народном сабору у Блажу, на којем су учествовали и унијати, да буде изабран за главног заступника румунских интереса, пред аустријским царем. Имао је у свом подухвату већ тада велику потпору, али је само у односу са Србима питомо, перфидно наступао. Он је 1856. године тражио да се промени назив "грко-несједињени" са "грчко-источни". Сметало му је и што га називају Сибињски владика, уместо Ердељски. Али 1852. године изашла је из штампе у Бечу, на немачком језику непознатог аутора једна књига у којој је писано против Шагуне. Анонимни аутор је у памфлету указивао на Шагунино штетно деловање по православно јединство и интересе Срба у Аустрији. Жалио се зато он српском патријарху Рајачићу зашто га није заштитио од клевета и спречио растурање те књиге у Новом Саду и Карловцима, међу српском публиком. Епископ карловачки Евгеније Јовановић, Шагунин пријатељ и истомишљеник је у свом писму патријарху Рајачићу тврдио: Шагуна је један поштен епископ и човјек, а ви добро знате да от његова мановенија зависе један милион Романа, који би данас нашој цркви леђа окренули да ин он не држи. Била је то уцена, чак из реда српских епископа који су потпали под његов утицај, и чинили некакву неформалну Шогунину интересну групу у Карловачкој митрополији.
Од 1864. године Андреј Шагуна је Митрополит Ердељеске митрополије, са седиштем у Сибињу. Одлуком аустријског цара 24. децембра 1864. године престала је вековна јурисдикција карловачких митрополита у Ердељу. Основана је декретом 29. децембра 1864. године одељена и самостална митрополија грчко-источна (православна) румунска. Шагунина "политика" довела је до изласка заједно са Ердељом и мешовитих Арадске и Карансебешке епархије из канонског јединства са Карловачком митрополијом. У свом меморандуму који је поднео 1. априла 1865. године царском министарству у Бечу, тражио је румунски митрополит да се Румунима уступе православни манастири Ходош и Св. Ђурађ на Брзави. Браћа српски епископи су га за дивно чудо подржали у тој по свему отимачини, али то правно није било могуће извести тада. Српски јерарски су такође без великог отпора признали одвајање Румуна, на своју и народну штету, које је тако постало и канонско.
Неуморни Шогуна је 4. новембра 1861. године изабран за председника румунског "Друштва за потпомагање књижевности и кулутуре" у Сибињу. За градњу нове саборне цркве у Сибињу затражио је помоћ по целој Аустрији, и Срби су нештедимице дали (велики број црквених општина се одазвао) неколико хиљада форинти, у ствари за учвршћење нове румунске јерархије у Ердељу. Сибињу некада српском битном месту, као сада новом културно-верско-националном центру Румуна, је касније митрополит Андреј основао први трогодишњи "Педагошки и богословски семинар" за будуће учитеље и свештенике. Како је завршио мађарско право у Пешти, уважаван је међу црквеним поглаварима за правног "стручњака". Тако је он 1868. године објавио на немачком језику стручну књигу "Канонично право православне цркве", која је раније изашла на румунском језику. Отворио је он 1868. године у Сибињу румунски црквено-народни сабор, на којем је радио на уједињењу и уздизању Румуна.

## Румунски светац
Умро је јуна 1873. године барон Андреј Шагуна румунски православни митрополит. Био је почасни члан Румунске академије. Новосадски српски лист "Глас народа" је написао тим поводом: У њему губе браћа Румуни одличног прво свештеника и великог родољуба, који је живео за њих и умро. Шагуна је оставио још за живота 100.000 ф. у корист "народних румунских фондова". Румуни су га признали за свог великог духовног и националног вођу. Румунска православна црква га је канонизовала и прогласила за светитеља 29. октобра 2011. године.
По њему је названо насеље Андреј Шагуна (Арад).